# Alexander Dubček
Alexander Dubček (Uhrovec, Checoslováquia, atualmente Eslováquia, 27 de novembro de 1921 – Praga, 7 de novembro de 1992) foi um chefe de estado da antiga Checoslováquia, tornou-se líder do Partido Comunista da Checoslováquia em 1968 e iniciou as reformas da  chamada "Primavera de Praga".

## Biografia
Seu pai foi um operário que emigrou para a União Soviética. Sua educação foi na URSS. A família retornou à Eslováquia em 1938. No ano seguinte, Dubček ingressou no Partido Comunista Checoslovaco (PCCh). Durante a Segunda Guerra Mundial, tomou parte na resistência contra a ocupação nazista. Demonstrou sua capacidade de organização ao protagonizar o levante nacionalista eslovaco contra as tropas alemãs no inverno de 1944 a 1945. Ficou ferido em repetidas ocasiões.
Em 1949 foi nomeado secretário de distrito do Partido em Trencin e em 1951 foi eleito membro do Comitê Central do PCCh e deputado da Assembleia Nacional, o que motivou sua ida a Bratislava, onde estudou Direito na Universidade de Komenski.
Entre 1955 e 1958, Dubček assistiu à Escola Superior de Mandos do Partido em Moscou. Dois anos depois já era membro do Presidium do PCCh. Em maio de 1963, Dubček substituiu K. Bacílek como primeiro secretário do Partido na Eslováquia. E em janeiro de 1968, substituiu o estalinista Novotni, como primeiro secretário do CC.
Dirigiu a tentativa de democratização socialista em seu país. Seu propósito, destinado a democratizar o Estado e as estruturas internas do Partido, e abrir a nação às potencias ocidentais, foi referendado por grande parte da população checoslovaca. A tentativa (o "Socialismo com face humana") seria abortado sangrentamente pelas tropas soviéticas do Pacto de Varsóvia em agosto de 1968. Dubček e outros cinco membros do Presidium foram seqüestrados pela policia soviética de ocupação e levados a Moscou, onde "lhes fizeram entrar na razão". Quando voltou a Praga foi vítima de ostracismo, considerado como um cadáver político.
Até 1969 foi presidente da Assembleia Federal checoslovaca. Nesse mesmo ano, foi expulso do Partido. Nomeado embaixador na Turquia, não tardou em ser destituído: de novo em Praga, trabalhou como burocrata de uma exploração florestal. Não houve notícias suas até 1974, quando saiu uma carta aberta, assinada por ele e dirigida à Assembleia Federal na qual ratificava os postulados democráticos de 1968, criticava as posições do Partido e denunciava os abusos de poder do primeiro secretário Husak. Era considerado um "checoslovaquista", contrário à partição  a Checoslováquia entre a Chéquia e a Eslováquia e defensor da  opção federativa.
Em 26 de novembro de 1989 Dubček foi aclamado na Praça de Letna de Praga por milhares de compatriotas. Inspirador das mudanças democráticas, foi feito presidente do Parlamento checo.
Faleceu em consequência dos ferimentos sofridos em acidente de automóvel  ocorrido no dia 1º de setembro de 1992,  perto de Humpolec. Foi sepultado em  Bratislava, na Eslováquia.